# Шиманские
Шиманские (пол. Szymański) — дворянский род.
Определением Правительствующего Сената, состоявшимся 17 октября 1855 г., утверждены постановления Могилёвского дворянского депутатского собрания от 5 июля 1788 и 12 сентября 1855 годов о внесении в шестую часть дворянской родословной книги рода Шиманских, по владению предками сего рода, с 1670 года, недвижимым населённым имением в Оршанском уезде.

## Описание герба
В серебряном щите с червлёной главою зелёный дуб с червлёными желудями. В главе щита три золотые садовые лилии.
Над щитом дворянский шлем с короной. Нашлемник: серебряный пеликан, питающий своею червлёной кровью трёх птенцов. Намёт: справа — зелёный с серебром; слева — червлёный с золотом. Щитодержатели: два серебряных льва с червлёными глазами и языками.
Герб Шиманского внесён в Часть 13 Общего гербовника дворянских родов Всероссийской империи, стр. 32.